# デビッド・ジャンセン
デビッド・ジャンセン（David Janssen, 本名David Harold Meyer, 1931年3月27日 - 1980年2月13日）は、アメリカ合衆国出身の俳優。

## 略歴
1931年3月27日にアメリカ合衆国のネブラスカ州ナポニーで生まれる。父は銀行員、母は女優で、ミス・ネブラスカ受賞者。幼少時から多芸をしこまれ、ダンスや歌を学んでおり、9歳のとき子役として映画に初出演した。11歳の時に両親が離婚すると、母と共にハリウッドに渡る。
高校卒業後、1951年にユニヴァーサルと契約を交わすが、翌年から2年ほど軍隊にいた。その後、俳優としての素質をディック・パウエルらに認められ、1957年から探偵物のTVシリーズに主演する。
1963年から始まったTVシリーズ『逃亡者』で医師リチャード・キンブルを演じて一躍有名になり、その紳士的な風貌で女性ファンから絶大なる人気を得て、その後もTVなどで活躍、『追跡者』などで主演を続けた。1980年2月13日、カリフォルニア州サンタモニカにて心臓発作で死亡した。48歳没
日本ではメルボ紳士服がCMなどの広告に起用していたことがある。

## 主な出演作品

### テレビドラマ
- モーガン警部 - Sheriff of Cochise (1956)
- マチネー・シアター - Matinee Theatre (1956)
- ミリオネア - The Millionaire (1957、58)
- あなたは目撃者 - You Are There (1957)
- 名探偵ダイヤモンド - Richard Diamond, Private Detective (1957 - 1960)
- チェックメイト - Checkmate (1959)
- スリラー - Thriller (1962)
- イレブンス・アワー - The Eleventh Hour (1962)
- コラプターズ - Target: The Corruptors (1962)
- 特捜官ニック・ケイン - Cain's Hundred (1962)
- ディック・パウエル・ショー - The Dick Powell Show (1963)
- 逃亡者 - The Fugitive (1963 - 1967)
- 秘密捜査官オハラ - O'Hara, U.S. Treasury (1971 - 1972)
- 爆発! ジェットヘリ500 - Birds of Pray (1972)（日本では劇場公開）
- 探偵キャノン - Cannon (1973)
- 追跡者 - Harry O (1973 - 1976)
- メイデイ40,000フィート -  Mayday at 40,000 Feet! (1976)（日本では劇場公開）
- 遥かなる西部 - Centennial (1978 - 1979) ミニシリーズ (ナレーションと最終回のみ出演
- 失われた航海 - S.O.S. Titanic (1979)（日本では劇場公開）

### 映画
- 地獄の戦線 - To Hell and Back（1955年）
- ベンソン少佐の個人的な戦争 - The Private War of Major Benson（1955年）
- 壮烈！外人部隊 - Lafayette Escadrille（1958年）
- 戦場よ永遠に - Hell to Eternity（1960年）
- 過去ある喝采 - Twenty Plus Two（1961年）
- ちびっ子天使 -  My Six Loves (1963年）
- 消えた拳銃 - Warning Shot（1966年）
- グリーン・ベレー - The Green Berets（1968年）
- 栄光の座  -  The Shoes of the Fisherman（1968年）
- 宇宙からの脱出 - Marooned（1969年）
- ゼネレーション - Generation (1969年）
- 夜の逃亡者・国境線は遠かった - Night Chase/The Man In The Black Seat（1970年）
- 西部番外地 -  Macho Callahan (1970年）
- 荒野のあした - Pioneer Woman (1973年) 劇場未公開　NHKで放送
- いくたびか美しく燃え - Once Is Not Enough（1975年）
- パニック・イン・スタジアム - Two-Minute Warning（1976年）
- 黄金のランデブー - Golden Rendezvous（1977年）

## 日本語吹き替え
『逃亡者』以降、睦五朗が専属で担当していた。
ジャンセンとは対面を果たしており、ジャンセンに「君も大酒飲みだろう。大酒飲みでなければ自分の声はアテられない」とお墨付きを貰っている。また、ジャンセンが亡くなった際は「まだ若いのに…何年か前に日本で実際に会っているが、映画やTVで見るジャンセンより実物の方がはるかに魅力的ですね。晩成型というか、これから面白くなる人のような気がしたのに、若死にして残念！」とコメントしていた。

## 参照
1. 1 2 3  Seiler, Michael (1980年2月14日). “David Janssen” (英語). ロサンゼルス・タイムズ 2010年8月9日閲覧。 {{cite news}}: 不明な引数|coauthors=が空白で指定されています。 (説明)CS1メンテナンス: 先頭の0を省略したymd形式の日付 (カテゴリ)⚠